# أندري باترسون
أندري باترسون (بالإنجليزية: Andrae Patterson)‏ مواليد 12 نوفمبر 1975 في ريفرسايد، هو مدرب كرة سلة أمريكي ولاعب معتزل. بدأ مسيرته الاحترافية في سنة 1998. تم اختياره من قبل فريق مينيسوتا تمبر ولفز خلال الدرافت. يدرب فريق يوتا جاز في الرابطة الوطنية لكرة السلة. اعتزل اللعب في 2009.

## المسيرة الاحترافية
لعب مع مينيسوتا تمبر ولفز من سنة 1998 إلى 2000، ثم لعب مع سي بي إستوديانتس في الدوري الإسباني في موسم 2001–2002، ثم لعب مع باسكت مانريسا في موسم 2002–2003، ثم لعب مع نادي زادار لكرة السلة في سنة 2006.

## روابط خارجية
- أندري باترسون على موقع الاتحاد الدولي لكرة السلة (الإنجليزية)
- أندري باترسون على موقع إن بي أي (الإنجليزية)
- أندري باترسون على موقع سبورتس رفرنس (الإنجليزية)
- أندري باترسون على موقع الدوري الإسباني لكرة السلة (الإسبانية)
- أندري باترسون على موقع كرة السلة الأوروبية.كوم (الإنجليزية)
- أندري باترسون على موقع كلية كرة السلة في سبورتس رفرنس.كوم (الإنجليزية)
- أندري باترسون على موقع ريلجم (الإنجليزية)
- أندري باترسون على موقع بروبوليرز (الإنجليزية)
- أندري باترسون على موقع سبورتس رفرنس (الإنجليزية)